# Solà de Santa
El Solà de Santa és una solana del terme municipal de Conca de Dalt, a l'antic terme d'Hortoneda de la Conca, al Pallars Jussà, en territori que havia estat del poble d'Hortoneda. Es troba a llevant de Claverol, a prop de la Carretera d'Hortoneda, i a ponent d'Hortoneda. Constitueix tota la solana del costat de ponent del Roc de Santa, a l'esquerra del barranc de Santa. És al nord-est del Roc de Llenasca. Formen aquesta partida 12,2913 hectàrees de terres improductives i de bosquina.